# 15438 Joegotobed
15438 Joegotobed è un asteroide della fascia principale. Scoperto nel 1998, presenta un'orbita caratterizzata da un semiasse maggiore pari a 2,6368098 UA e da un'eccentricità di 0,1671781, inclinata di 34,00066° rispetto all'eclittica.
Fa parte della famiglia di asteroidi Barcelona.